# وسام الاستحقاق (تشيلي)
وسام الاستحقاق ( (بالإسبانية: Orden del Mérito)‏ هو أمر عسكري تشيلي وتم إنشاؤه عام 1929. خلف وسام الاستحقاق، الذي تم إنشاؤه خلال ولاية الرئيس جيرمان ريسكو من خلال قرار وزير الحرب رقم 1350 في 4 سبتمبر 1906. تم إنشاء هذا التمييز الوطني الجديد للاعتراف بالخدمة الجديرة التي قدمها الأفراد العسكريون الأجانب للمسؤولين التشيليين.
تم سكب أول 200 ميدالية عسكرية بالذهب والفضة، مما منحهم لقب الدرجة الأولى والثانية. تم سكبهم في كازا دي لا مونيدا، ولديهم شريط ثلاثي الألوان. كان للوسام ثلاث فئات: الدرجة الأولى، الدرجة الثانية، والثالثة. ولكن في وقت لاحق تم إضافة فئة جديدة التي سيتم منحها لرؤساء الدول.
في عام 1925، تمت إعادة تسمية جميع الفئات إلى:
- وصلة= طوق ( (بالإسبانية: Collar de la Gran Cruz)‏ )
- وصلة= جراند كروس ( (بالإسبانية: Gran Cruz)‏ )
- وصلة= الضابط الكبير ( (بالإسبانية: Gran Oficial)‏ )
- وصلة= قائد ( (بالإسبانية: Comendador)‏ )
- وصلة= الضابط ( (بالإسبانية: Oficial)‏ )
- وصلة= عضو ( (بالإسبانية: Miembro)‏ )

يتم منح الأمر فقط للأجانب.

## روابط خارجية
- Condecoraciones ، Ministerio de Relaciones Exteriores de Chile.